# Erwin Gitt
Erwin Paul Oskar Gitt (* 17. Februar 1910 in Berlin; † 12. August 1975 in Hillerød, Dänemark) war ein deutscher Filmproduktions- und Herstellungsleiter.

## Leben
Gitt absolvierte eine kaufmännische Lehre und besuchte die Höhere Textil- und Werbeschule in Berlin. Danach arbeitete er als Exportkaufmann, Aufnahmeleiter und Produktionsassistent bei der Terra Film.
Nach Kriegsende war er ab 1947 in der deutschen Filmindustrie Produktionsleiter bzw. Ausführender Produzent, zunächst für Heinz Rühmanns Comedia Film. Gitt, auch „Papa“ genannt, war in den 1960er Jahren als Herstellungsleiter an mehreren erfolgreichen Produktionen der Rialto Film beteiligt, in denen Romane von Edgar Wallace und Karl May adaptiert wurden.
Nach den Dreharbeiten zur Ganghofer-Verfilmung Der Edelweißkönig starb Gitt während seines anschließenden Urlaubs an einem Herzinfarkt. Auf dem Waldfriedhof Grünwald bei München wurde er beigesetzt.

## Filmografie
- 1948: Film ohne Titel
- 1948: Der Herr vom andern Stern
- 1948: Die kupferne Hochzeit
- 1949: Das Geheimnis der roten Katze
- 1949: Ich mach dich glücklich
- 1950: Sensation im Savoy
- 1950: Die Nacht ohne Sünde
- 1951: Rausch einer Nacht
- 1951: Begierde
- 1952: 100 rote Rosen
- 1952: Bis wir uns wiederseh’n
- 1953: Der Kaplan von San Lorenzo
- 1953: Ich und Du
- 1953: Straßenserenade
- 1954: Gitarren der Liebe
- 1954: Eine Frau von heute
- 1954: Hoheit lassen bitten
- 1956: Santa Lucia
- 1957: Der Stern von Afrika
- 1957: Haie und kleine Fische
- 1957: Träume von der Südsee
- 1958: Siebenmal in der Woche
- 1958: Vergiß mein nicht
- 1958: Der lachende Vagabund
- 1958: Das Mädchen mit den Katzenaugen
- 1959: Nick Knattertons Abenteuer
- 1959: Tausend Sterne leuchten (Patricia)
- 1959: Das blaue Meer und Du
- 1960: Strafbataillon 999
- 1960: Das hab’ ich in Paris gelernt
- 1960: Division Brandenburg
- 1960: Gauner-Serenade
- 1961: Adieu, Lebewohl, Goodbye
- 1961: Ramona
- 1962: Das Geheimnis der schwarzen Koffer
- 1962: Der Schatz im Silbersee
- 1963: Der schwarze Abt
- 1963: Winnetou 1. Teil
- 1964: Zimmer 13
- 1964: Winnetou 2. Teil
- 1964: Unter Geiern
- 1965: Der Ölprinz
- 1965: Winnetou 3. Teil
- 1965: Old Surehand 1. Teil
- 1966: Winnetou und das Halbblut Apanatschi
- 1966: Winnetou und sein Freund Old Firehand
- 1967: Die Schlangengrube und das Pendel
- 1967: Der Hund von Blackwood Castle
- 1968: Die Ente klingelt um halb acht
- 1969: Venus im Pelz
- 1969: Komm nur, mein liebstes Vögelein
- 1969: Sieben Tage Frist
- 1969: Herzblatt oder Wie sag ich’s meiner Tochter?
- 1970: Das gelbe Haus am Pinnasberg
- 1970: Perrak
- 1971: Liebe ist nur ein Wort
- 1973: Alle Menschen werden Brüder
- 1974: Zwei himmlische Dickschädel
- 1974: Der Jäger von Fall
- 1975: Der Edelweißkönig